# Them or Us
Albums de Frank Zappa
Boulez Conducts Zappa: The Perfect Stranger
(1984) Thing-Fish
(1984)
Them or Us est un album rock de Frank Zappa sorti en octobre 1984.
C'est le dernier album studio de Frank Zappa avec un groupe de rock. Them and Us est marqué par la présence de Steve Vai qui signe les solos de Ya Hozna, Stevie's Spanking (premier solo) et la réécriture de Sinister Footwear II et de Marqueson's Chicken. À noter la présence de Dweezil Zappa, guitare solo sur Stevie's Spanking et Sharleena, mais aussi d'anciens musiciens ayant joué avec Zappa : Napoleon Murphy Brock (chœurs sur In France et Be in My Video) et George Duke (piano sur Planet of My Dreams).

## Titres
Tous les titres sont de Frank Zappa, sauf mention contraire
1. The Closer You Are (Earl Lewis, Morgan "Bobby" Robinson) – 2 min 55 s
2. In France – 3 min 30 s
3. Ya Hozna – 6 min 26 s
4. Sharleena – 4 min 33 s
5. Sinister Footwear II – 8 min 39 s
6. Truck Driver Divorce – 8 min 59 s
7. Stevie's Spanking – 5 min 23 s
8. Baby, Take Your Teeth Out – 1 min 54 s
9. Marqueson's Chicken – 7 min 33 s
10. Planet of My Dreams – 1 min 37 s
11. Be in My Video – 3 min 39 s
12. Them or Us – 5 min 23 s
13. Frogs with Dirty Little Lips (Frank Zappa, Ahmet Zappa) – 2 min 42 s
14. Whippin' Post (Gregg Allman) – 7 min 32 s

Les titres phares de cet album à l'accueil mitigé sont indéniablement le très complexe et envoûtant Sinister Footwear II, le très jazz progressif de Marqueson's Chicken, et enfin l'excellente reprise des Allman Brothers, Whipping Post.

## Musiciens
- Frank Zappa – guitare, synthétiseur, chant
- Tommy Mars – synthétiseur, chant
- Patrick O'Hearn – vents, basse
- Scott Thunes – chant, Minimoog, synthétiseur, basse
- Johnny « Guitar » Watson – chant, guitare
- Ray White – guitare, chant, chœurs
- Moon Unit Zappa – percussions
- Chad Wackerman – batterie, chant
- Ike Willis – chant, chœurs
- Arthur Barrow – basse
- Napoleon Murphy Brock – saxophone, chant, chœurs
- Roy Estrada – chant, chœurs, basse
- Bob Harris (en) – synthétiseur, chant, chœurs
- Thana Harris – vocals
- Steve Vai – guitare
- Dweezil Zappa – guitare
- George Duke – synthétiseur, chant, piano
- Bobby Martin – synthétiseur, saxophone, chant, chœurs, harmonica

## Production
- Production : Frank Zappa
- Ingénierie : Bob Stone; Mark Pinske
- Peinture couverture : Donald Roller Wilson
- Photo : Steve Schapiro